# 新約SDガンダム外伝 創世超竜譚
『新約SDガンダム外伝 創世超竜譚』（しんやくエスディーガンダムがいでん スペリオルサーガ）は、バンダイの玩具カードダスを中心とした企画で、騎士ガンダムシリーズの第13作である。2019年3月にシリーズ第1弾である「黄金の勇者伝説編」が発売。

## 概要
SDガンダム外伝30周年記念作。騎士ガンダムシリーズの第13作で、カードダスのシリーズとしては第11作。
『歪みし神の軍勢』まではスダ・ドアカワールドの創世期、『蛮界の騎士団』以降は『黄金神話』から『鎧闘神戦記』の間に起こったストーリーで、登場人物は主に『機動戦士ガンダム00』、『劇場版 機動戦士ガンダム00 -A wakening of the Trailblazer-』、『ガンダム Gのレコンギスタ』のキャラクターや兵器がモデルになっている。

## 登場人物
（）内はモデルとなったキャラクター。ただし、モチーフについて公式には発表されていないので諸説ある。

### 黄金の勇者伝説
バーサルウォーの開始
スペリオルドラゴン00 （ダブルオーライザー)／古の黄金神スペリオルカイザー
ドラゴンベビーオーライザー／守護獣ドラゴンライザー（オーライザー)
グラディエータガンダムエクシア／勇者ガンダム［三神器装備］ （ガンダムエクシア)
狩人デュナメス （ガンダムデュナメス)
弓矢の達人
龍王アリオス（アリオスガンダム)
龍の一族の王で、龍剣士キュリオスの兄。後の雷龍剣の始祖。
龍剣士キュリオス（ガンダムキュリオス)
龍王アリオスの弟。
妖精ナドレ（ガンダムナドレ)

巨人ヴァーチェゴーレム（ガンダムヴァーチェ）
古代の石の巨人。古代でもその姿を現すのはほぼ稀なため、伝説にもなるほどだった。
海王ネプチューンガンダイバー（水中型ガンダム）
飛竜GNアームズ（GNアームズ）
英雄オーバーフラッグアキレス（ユニオンフラッグカスタム)
鳥人イカロスイナクト（サーシェス専用AEUイナクトカスタム）
観客ザニー（ザニー）
道士リアルド（ユニオンリアルド (タリビア軍仕様)）
兵士へリオン（AEUへリオン）
戦士マッシャーへリオン（AEUヘリオン捕獲型）
戦士シロー (シロー・アマダ)
天使姫アイナ (アイナ・サハリン)
後に「新SDガンダム外伝 鎧闘神戦記」の天使ヒイロたちの先祖にあたる天使の女性。
衛士長ノリス (ノリス・パッカード+グフカスタム)
アイナを護る、強さと優しさを兼ね備えた天使族の衛士長。
魚人剣闘士ジンクス（ジンクス）
黄金の双頭竜（アルヴァトーレ+アルヴァアロン）
益荒男マスターガンダム (マスラオ+マスターガンダム)／暗黒卿スサノオマスターガンダム (スサノオ+マスターガンダム)
バーサルウォーに参戦していた凄腕の武闘家だが、野心が強く卑怯な手を使いながら勝ち進んだ外道であり、暗黒魔人ダークネスハート(シャッフル・ハート)の闇の勢力と手を結び、完全に闇に堕ちたマスターガンダム。その力で、勇者ガンダムへの復讐と世界を支配し自らが神になろうと、傲慢な性格も悪化している。
暗黒機兵クーロン（クーロンガンダム）
暗黒卿スサノオマスターガンダムが搭乗する機兵。
シノビアヘッド (アヘッド)
サムライサキガケ (アヘッド・サキガケ)
魔道士スマルトロン (アヘッド・スマルトロン)
突撃卿スローネアイン (ガンダムスローネアイン)
スサノオマスターガンダムが率いる闇の勢力い空の将軍たち。
争覇卿スローネツヴァイ (ガンダムスローネツヴァイ)
スサノオマスターガンダムが率いる闇の勢力い陸の将軍たち。
江湖卿スローネドライ (ガンダムスローネドライ)
スサノオマスターガンダムが率いる闇の勢力い海の将軍たち。
突撃機兵ソードスローネ  (ガンダムヘブンズソード+ガンダムスローネアイン)
突撃卿スローネアイン搭乗する機兵
争覇機兵グランドスローネ (グランドガンダム+ガンダムスローネツヴァイ)
争覇卿スローネツヴァイ搭乗する機兵
江湖機兵ウォルタースローネ (ウォルターガンダム+ガンダムスローネドライ)
江湖卿スローネドライ搭乗する機兵
モンスターリアルドタンクマンモス（ユニオンリアルドホバータンク）
モンスターファントンオーク (ファントン)
モンスターキュクロプスアンフ（アンフ）
海人タートルヘリオン（AEUヘリオン宇宙型 (テロリスト仕様))
モンスターワーテイエレン （ティエレン地上型)
亡者リアルド (ユニオンリアルド)
モンスタースケルトンフラッグ（ユニオンフラッグ)

### 歪みし神の軍勢
スペリオルドラゴン00（ダブルオーライザー)
騎士ガンダム00（ダブルオーガンダム＋黄金の騎士)
スペリオルドラゴン00が地上を調査する際、身分を隠して行動する姿。
ドラゴンプトレマイオス（プトレマイオス)
狩人デュナメス＋狩人ケルディムガンダム（ケルディムガンダム)
狩人ケルディムガンダムは狩人デュナメスの息子。
巨人セラヴィーゴーレム（セラヴィーガンダム）
妖精ナドレがセラフィムモードになったことでナドレが呼び出した巨人。
妖精ナドレ(セラフィムモード)（セラフィムガンダム)
妖精ナドレが封印に使った魔法は禁断の呪法であり「セラフィムモード」 と呼ばれている。
龍王アリオス (アリオスガンダム)
飛竜GNアームズと合体
聖龍城ドラグーンパレス／聖龍巨神ドラグーンパレス
この撃墜された聖龍城ドラグーンパレスの一隻の残骸が、後世に巨大総統の邪念により「総統竜ジャークバイス」へと変貌してしまうことになる。
虎剣士GNアーチャー（GNアーチャー)／近衛騎士タオツー（ティエレンタオツー-乙女座)
呪いの鎧を纏った女騎士。正体は虎剣士GNアーチャーでありスペリオルドラゴン00と龍剣士キュリオスによってタオツーの呪いの鎧を破壊されたことで解放される。後の嵐虎剣の始祖。
龍騎士ハイニュー（Hi-νガンダム）
龍使いの一族。
飛龍ナイチンゲールドラゴン（ナイチンゲール）
龍騎士ハイニューの飛龍。リオン・カージ界のモンスター サザビードラゴンの亜種です。
蒼龍騎士リ・ガズィ（リ・ガズィ）
龍使いの一族。
龍剣士ジェガン（ジェガンD型）
龍使いの一族。小型飛龍ベースジャバー（89式ベースジャバー）に騎乗して戦う龍使いたちです。
剣士サダルスード（ガンダムサダルスード)
アルガスポリスの剣士
闘士アストレア（ガンダムアストレア Fタイプ)
アルガスポリスの闘士
法術士ラジエル （ガンダムラジエル)
アルガスポリスの法術士
僧侶ブルトーネ（ガンダムブルトーネ)
アルガスポリスの僧侶
飛龍アブルホール （ガンダムアブルホール)
巨人ヴァーチェゴーレム（赤熱化）
妖精ナドレがバロックガンの軍勢を地下深くに封印するために禁呪を使って天変地異を起こした。後の世の巨人サイコゴーレムである。
戦士エクストラエイト（ガンダムEz8＋シロー・アマダ）
ガンダム族のマスクを装着した戦士シロー。
騎士アリーオ（リーオー）
巨兵オーリケン （リーオー・アーリータイプ）
戦士サーペント（サーペント）
近衛騎士GNフラッグトーラス（ユニオンフラッグカスタムII＋トーラス-牡牛座）
勇者ガンダムと勝負がしたい近衛騎士。勇者ガンダムとの試合に敗れたのオーバーフラッグアキレス
魔人ヘラクレスティエレン（ティエレン宇宙型 (指揮官機))
バロックガンの力い変化させのワーテイエレン
近衛騎士グリープ（ガンダムグリープ-射手座）
近衛騎士レオス（レオス-獅子座）
近衛騎士リーブラ（リーブラ-天秤座）
近衛騎士ジェミナス01&近衛騎士ジェミナス02（ガンダムジェミナス01(近衛騎士ジェミナス01)&ガンダムアスクレプオス(近衛騎士ジェミナス02)-双子座)
近衛騎士の最強兄弟。後の「新SDガンダム外伝 鎧闘神戦記」で復活しますが、ジェミナス01は近衛騎士を裏切ることになります。
近衛騎士アクエリアス（ガンダムアクエリアス-水瓶座）
バロックガンの近衛騎長
近衛騎士ジンクス（ジンクスIII (アロウズ仕様)-魚座）
魚人の剣闘士ジンクスが、覇界神バロックガンにその心の乾きを見抜く。
近衛騎士スコーピオ（スコーピオ-蠍座)
近衛騎士アグリッサ（アグリッサ-蟹座)
鳥人イカロスイナクトでしたが勇者ガンダムに敗れ、その復讐心から近衛騎士となりました。
近衛騎士GNキャノン（GNキャノン-牡牛座）
バロック1と行動を共に近衛騎士
近衛騎士バロック1（1ガンダム-山羊座）
バロックコアの影武者
覇界神バロックガン
バロックコア（リボーンズガンダム）
バロックガンの核
トランザムアタック
勇者ガンダム、妖精ナドレ、龍王アリオス、狩人ケルディムガンダム、4人の全ての力と封印エネルギーを電磁スピアに集中して放った大技。これによりバロックコアを倒した。

### 蛮界の騎士団
騎士セツナ（刹那・F・セイエイ）／騎士00クアンタ（ダブルオークアンタ）
かつての神の操手「勇者ガンダム」が転生した姿。
予言者スメラギ（スメラギ・李・ノリエガ）
レジスタンス勢力、メガファウナ団の予言者。
電子妖精ラファエルガンダム（ラファエルガンダム）
妖精ナドレが転生した姿。
狩人ガンダムサバーニャ（ガンダムサバーニャ）
狩人ケルディムガンダムが転生した姿。
龍騎士ガンダムハルート（ガンダムハルート）
龍王アリオスが転生した姿。
騎士G-セルフ （G-セルフ)／堅闘騎士G-セルフ（G-セルフ (高トルクパック)）
渦流神ストリームカイザー
皇騎士ガンダム
先代シャッフル騎士団
騎士ガンダムGP01

魔竜騎士ゼロガンダム

神秘騎士ネオガンダム
騎士ブレイヴ（ブレイヴ指揮官用試験機）
近衛騎士GNフラッグトーラスがカッズ・ザルド界で転生した姿。
剣士長モンテーロ （モンテーロ）
レジスタンス勢力、メガファウナ団の剣士長
巨兵アーマーザガン（アーマーザガン）
剣士長モンテーロ駆り巨兵
法術士G-アルケイン（G-アルケイン）
レジスタンス勢力、メガファウナ団の法術士
戦士ジャハナム（ジャハナム)
レジスタンス勢力、メガファウナ団の戦士
魔法剣士ヘカテー （ヘカテー)
レジスタンス勢力、メガファウナ団の美少女魔法騎士
兵士グリモア（グリモア)
レジスタンス勢力、メガファウナ団の兵士
村人レクテン （レクテン)
レジスタンス勢力、メガファウナ団に参加
モンスターインセクトビフロン （ビフロン)
邪教集団ジットの昆虫モンスター
兵士ELSジンクス（ELSジンクス）
邪教集団ジットの兵士
兵士カットシー （カットシー)
邪教集団ジットの兵士
戦士ザックス（ザックス)
邪教集団ジットの戦士
戦士長ウーシァ （ウーシァ)
邪教集団ジットの戦士長。
蹴撃騎士マックナイフ （マックナイフ)
邪教集団ジットの騎士。蹴りからの剣撃を放つ珍しい戦法を使う騎士。
蹴撃剣士エルフ・ブルック （エルフ・ブルック)
邪教集団ジットの剣士。蹴りによる剣撃を使う。
魔道士エルモラン（エルモラン)
邪教集団ジットの魔道士
モンスタースカルデイガガ （ガガ)
邪教集団ジットのアンデッドモンスター
モンスターアンデッドモラン（モラン)
邪教集団ジットのアンデッドモンスター
モンスタースベクターエンプラス （エンプラス)
邪教集団ジットのアンデッドモンスター
騎士ガデッサ（ガデッサ）
キャピタルの塔を守るジット三魔団の一人。
闘士ガラッゾ（ガラッゾ）
キャピタルの塔を守るジット三魔団の一人。
呪術士ガッデス（ガッデス）
キャピタルの塔を守るジット三魔団の一人。
死闘士レグナント （レグナント）
戦士軍団の塔の封印を守護する
獣騎士アルケーガンダム （アルケーガンダム）
騎士軍団の塔の封印を守護している。近衛騎士アグリッサが転生した姿であり、その巨体と同等の大剣と飛び道具である飛爪剣ファングを自在に操り襲いかかる。しかし狩人ガンダムサバーニャと皇騎士ガンダムの連携攻撃によって敗北し消滅した。
呪術士ガイトラッシュ  （ガイトラッシュ)
魔道士軍団の塔の封印を守護する。
モンスタードリアードユグドラシル （ユグドラシル)
アンデッド軍団の塔の封印を守護する、アンデッド軍団の長。
ドラゴンマルート （ガンダムハルート（飛行形態））
竜の間に辿り着いたシャッフル騎士団を待ち構えていたモンスター。その正体はバロックコアによって洗脳されている超竜カイザーワイバーン。
精霊竜ELS
カードマスター （リボンズ・アルマーク）
マークIII (武者頑駄無真悪参＋魔王サタンガンダム)
カードマスターに率いられた謎の人物。その正体はバロックコアによって洗脳されているスペリオルドラゴン。

### 奇跡の二大超越竜皇
スペリオルドラゴンZ
超竜カイザーワイバーンZ
精霊竜ELSがカイザーワイバーンに融合して進化した姿。
黄金神スペリオルカイザーZ
スペリオルドラゴンZと超竜カイザーワイバーンZが合体した黄金神の新たな姿。
スペリオルカイザーELSクアンタ (ELSクアンタ)
00クアンタにスペリオルバーストと精霊竜ELSが融合した姿。
精霊竜ELS
騎士00クアンタ（ダブルオークアンタ）／00クアンタスペリオルバースト（ダブルオークアンタ (クアンタムバースト)）

電子妖精ティエリア（ティエリア・アーデ）
電子妖精ラファエルガンダムは人間族の勇者。
狩人ロックオン（ロックオン・ストラトス（ライル・ディランディ））
狩人ガンダムサバーニャは人間族の勇者。
龍騎士アレルヤ （アレルヤ・ハプティズム）
龍騎士ハルートは人間族の勇者。
紅鎧重騎士Gセルフ (Gセルフ (アサルトパック))
パーフェクトロードGセルフ (Gセルフ (パーフェクトパック))
スペリオルドラゴンがバロックコアに洗脳される前に自身の力の一部を変えた黄金のオーブによって覚醒した騎士Gセルフ。
皇騎士ガンダム
狩人ガンダムサバーニャの力を貸し与えられた。
騎士ガンダムGP01
電子妖精ラファエルガンダムの力を貸し与えられた。
魔竜騎士ゼロガンダム
龍騎士ハルートの力を貸し与えられた。
神秘騎士ネオガンダム
Gセルフの力を貸し与えられた。
大魔道G-ルシファー（G-ルシファー）
レジスタンス勢力、メガファウナ団の大魔導士。
騎士ダハック （ダハック）
レジスタンス勢力、メガファウナ団の騎士。
巨兵ダーマ（ダーマ）
騎士ダハック駆り巨兵
魔法騎士トリニティ （トリニティ）
レジスタンス勢力、メガファウナ団の美少女魔法騎士。
ソルブレイヴス隊（ブレイヴ指揮官用試験機(隊長) +ブレイヴ一般用試験機(隊員)）
騎士ブレイヴを指揮メガファウナ団の騎士部隊
騎士ジンクスⅣ（ジンクスIV）
レジスタンス勢力、メガファウナ団の騎士。近衛騎士ジンクスがカッズ・ザルド界で転生した姿。
モンスターガデラーザドラゴン（ガデラーザ）
レジスタンス勢力、メガファウナ団のモンスター
新兵ポリジット（ポリジット）
レジスタンス勢力、メガファウナ団の新兵
戦士長ザンスガット（ザンスガット）
レジスタンス勢力、メガファウナ団の戦士長
道士ネオドゥ（ネオドゥ）
レジスタンス勢力、メガファウナ団の道士
僧侶サキブレ （サキブレ）
レジスタンス勢力、メガファウナ団の僧侶
王子ベルリ（ベルリ・ゼナム）
アメリア国の王子
アイーダ姫（アイーダ・スルガン）
アメリア国の姫
兵士リジット（リジット）
邪教集団ジットの兵士
モンスターキラーズゴッギー（ズゴッギー）
邪教集団ジットのモンスター
モンスターアリンカモスキート（アリンカト）
邪教集団ジットの昆虫モンスター
巨兵コンキュデベヌス（コンキュデベヌス）
騎士シャイオーン駆り巨兵
闘士マズラスター （マズラスター）
邪教集団ジットの闘士
神官マスク （マスク）
邪教集団ジットの教祖
モンスタードラゴンジーラッハ （ジーラッハ）
バロックコアの親衛隊
騎士ジャスティマ（ジャスティマ）
バロックコアの親衛隊
騎士ジロッド（ジロッド）
バロックコアの親衛隊
騎士シャイオーン （ジャイオーン）
バロックコアの親衛隊長
マークIII（フルアーマーガンダムMk-III）
バロックコアがスペリオルドラゴンの洗脳を強固にするために魔神の鎧を装着させている。
魔神カバカーリー（カバカーリー）
パーフェクトロードGセルフによって破壊された魔神の鎧の真の姿。
バロックコア（リボーンズガンダム）
謎のカードマスターの正体。
偽神0バロックガン（0ガンダム（実戦配備型））
バロックコアが魔神カバカーリーと融合した姿。